# Площадь Первооткрывателей Башкирской Нефти
Площадь Первооткрывателей Башкирской Нефти — центральная и главная площадь города Ишимбая, находящаяся на пересечении проспекта Ленина и улицы Губкина.
По проспекту Ленина (бывшее название улица Октябрьская) можно подняться до площади Ленина, ещё одной площади города.

## История
С 1967 по 2005 годы — площадь 50-летия Октября. В 2007 году прошла реконструкция площади с установкой фонтана, символизирующего ишимбайскую нефть.

## Достопримечательности
На площади расположен монумент первооткрывателям башкирской нефти, установленный в 1969 году и являющийся символом города Ишимбая. Рядом с площадью находятся администрация города Ишимбая и администрация Ишимбайского района (в одном здании).

## Культура
На площади Первооткрывателей Башкирской Нефти проводятся сельскохозяйственные ярмарки предприятий Ишимбайского района. На новогодние праздники на площади сооружают ёлочный городок, один из четырёх в городе.